# Beer (Devon)
Beer es una localidad del sureste de Devon, Inglaterra, sobre Lyme Bay.

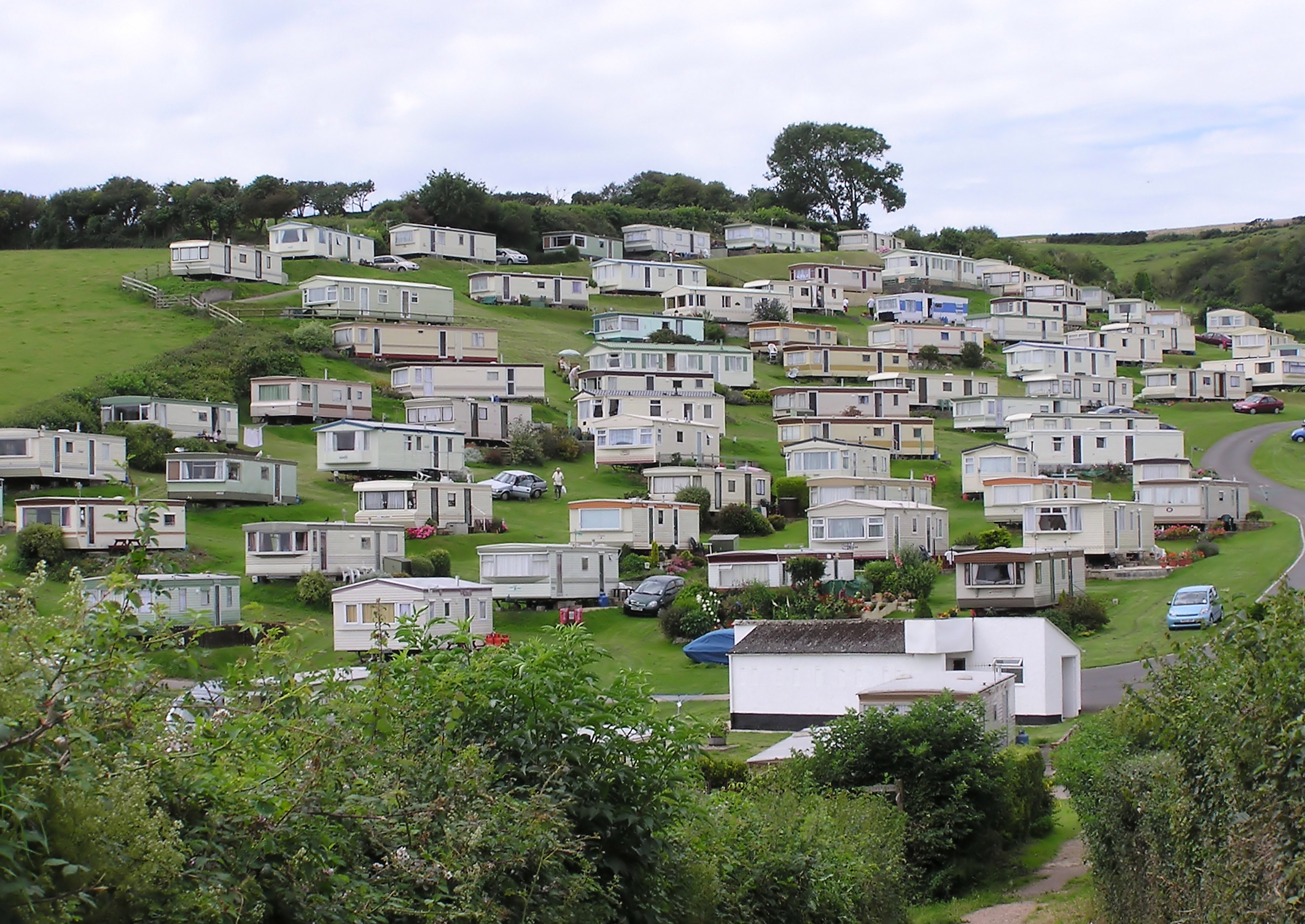
Un parque de mobile homes en la localidad de Beer

## Etimología
El nombre del lugar deriva de la palabra anglosajona bearu, que significa “arboleda” y que hace referencia a la forestación que originalmente rodeaba el pueblo. Es una pintoresca localidad costera ubicada a unos 40 km de Exeter, que creció alrededor de una ensenada con cuevas en las que alguna vez los contrabandistas almacenaban la mercancía. Las cuevas son en la actualidad parte del atractivo turístico.
En el año 2001 tenía una población de 1.381 habitantes.